# Municipio de Auburn (Arkansas)
El municipio de Auburn (en inglés: Auburn Township) es un municipio ubicado en el condado de Lincoln en el estado estadounidense de Arkansas. En el año 2010 tenía una población de 3462 habitantes y una densidad poblacional de 23,17 personas por km².

## Geografía
El municipio de Auburn se encuentra ubicado en las coordenadas 34°3′13″N 91°31′14″O / 34.05361, -91.52056. Según la Oficina del Censo de los Estados Unidos, el municipio tiene una superficie total de 149.43 km², de la cual 136.99 km² corresponden a tierra firme y (8.32%) 12.44 km² es agua.

## Demografía
Según el censo de 2010, había 3462 personas residiendo en el municipio de Auburn. La densidad de población era de 23,17 hab./km². De los 3462 habitantes, el municipio de Auburn estaba compuesto por el 43.01% blancos, el 54.1% eran afroamericanos, el 0.17% eran amerindios, el 0.46% eran asiáticos, el 0.03% eran isleños del Pacífico, el 1.99% eran de otras razas y el 0.23% pertenecían a dos o más razas. Del total de la población el 3.32% eran hispanos o latinos de cualquier raza.